# مسجد الإيمان (سنغافورة)
مسجد الإيمان هو مسجد في سنغافورة، يقع المسجد في بوكيت بانجانغ على الطريق الدائري .

## البناء
افتتح مسجد الإيمان والمكون من أربعة طوابق في يوم الثاني من شهر مايو من عام 2003، ويمكن للمسجد أن يستوعب ما مجموعه حوالي 5،000 مصلي في وقت واحد، يضم مبنى المسجد مواقف للسيارات في الطابق السفلي، فضلاً عن وجود 18 فصلا دراسيا، وقاعة تتسع لما مجموعة 130 شخص، وغرفة كمبيوتر ورفع تخدم جميع طوابق .

## العمارة
قبة مسجد الإيمان بنية على شكل جوهرة والتي ترمز للوحدة والعمل بين عباد الله المؤمنين، النجم الملون رسمت على السقف المتعدد من الزجاج والذي يرمز إلى الانفتاح، للمسجد ستة مآذن ترمز إلى الستة أركان من أركان الإيمان، وهناك مئذنة تعد أطول المآذن وتعني وترمز إلى التركيز والانفتاح وانتصار وكذلك السيادة والألوهية، كما أن هذه المأذنة توفر نقطة عالية يمكن من خلالها رفع الأذان فيها للصلاة وهي مضائة في الليل .

## وصلات خارجية
- موقع المسجد على الخريطة
- موقع مسجد الإيمان على الانترنت
- التجول الافتراضي في مسجد الإيمان